# Élections municipales de 2023 à Valence
Les élections municipales de 2023 à Valence (en espagnol : elecciones municipales de 2023 en Valencia) se tiennent le dimanche 28 mai 2023, afin d'élire les 33 conseillers municipaux de Valence pour un mandat de quatre ans.

## Mode de scrutin

### Conditions de candidature
Peuvent présenter des candidatures, : 
- les partis et fédérations de partis inscrits auprès des autorités ;
- les coalitions de partis et/ou fédérations inscrites auprès de la commission électorale au plus tard dix jours après la convocation du scrutin ;
- et les électeurs de la commune, s'ils représentent au moins 5 000 parrainages.

### Répartition des sièges
Le nombre de conseillers municipaux est établi en fonction de la population de la commune. Les communes de plus de 100 001 habitants comptent 25 conseillers et un conseiller supplémentaire pour 100 000 habitants ou fraction, ainsi qu'un conseiller supplémentaire si le total de conseillers municipaux constitue un nombre pair. Valence comptant officiellement 792 492 habitants recensés à la fin de l'année 2022, elle dispose de 33 conseillers municipaux.
Seules les listes ayant recueilli au moins 5 % des suffrages valides — qui constitue le total des suffrages exprimés et des bulletins blancs — peuvent participer à la répartition des sièges à pourvoir dans cette même circonscription, qui s'organise en suivant différentes étapes : 
- les listes sont classées en une colonne par ordre décroissant du nombre de suffrages obtenus ;
- les suffrages de chaque liste sont divisés par 1, 2, 3... jusqu'au nombre de députés à élire afin de former un tableau ;
- les mandats sont attribués selon l'ordre décroissant des quotients ainsi obtenus[5],[6],[7].

### Élection du maire
Le maire est élu par le conseil municipal, parmi les conseillers municipaux ayant occupé la première place de leurs listes respectives. Est élu maire celui qui recueille le soutien de la majorité absolue des conseillers. Si aucun candidat n'atteint cette majorité, le conseiller municipal ayant occupé la première place de la liste qui a recueilli le plus grand nombre de suffrages est proclamé maire.

## Campagne

### Principales listes
| Force politique | Force politique                                                          | Force politique | Idéologie                                                                       | Tête de liste                  | Résultats en 2019       |
| --------------- | ------------------------------------------------------------------------ | --------------- | ------------------------------------------------------------------------------- | ------------------------------ | ----------------------- |
|                 | Coalition Compromís (fr) Coalition engagement                            | Compromís       | Gauche Valencianisme, écosocialisme, progressisme                               | Joan Ribó (Maire)              | 27,4 % des voix 10 élus |
|                 | Parti populaire (es) Partido Popular                                     | PP              | Centre droit à droite Libéral-conservatisme, démocratie chrétienne, unionisme   | María José Català              | 21,8 % des voix 8 élus  |
|                 | Parti socialiste ouvrier espagnol (es) Partido Socialista Obrero Español | PSOE            | Centre gauche Social-démocratie, progressisme                                   | Sandra Gómez (es) (Vice-maire) | 19,3 % des voix 7 élus  |
|                 | Ciudadanos (fr) Citoyens                                                 | Cs              | Centre droit à droite Libéralisme, réformisme, unionisme                        | Fernando Giner (es)            | 17,6 % des voix 6 élus  |
|                 | Vox                                                                      | Vox             | Droite radicale à extrême droite Néo-franquisme, centralisme, ultranationalisme | Juan Manuel Badenas            | 7,3 % des voix 2 élus   |
|                 | Unides Podem (fr) Unies, nous pouvons                                    | Unides          | Gauche Socialisme démocratique, populisme                                       | Pilar Lima                     | 4,2 % des voix 0 élu    |

## Résultats
|                        |                                                         |         |       |       |        |               |  |  |  |  |  |  |  |  |
| Parti                  | Parti                                                   | Voix    | %     | +/-   | Sièges | +/-           |  |  |  |  |  |  |  |  |
|                        | Parti populaire (PP)                                    | 151 737 | 36,62 | 14,84 | 13     | 5             |  |  |  |  |  |  |  |  |
|                        | Coalition Compromís                                     | 99 382  | 23,98 | 3,46  | 9      | 1             |  |  |  |  |  |  |  |  |
|                        | Parti socialiste ouvrier espagnol (PSOE)                | 78 655  | 18,98 | 0,32  | 7      | en stagnation |  |  |  |  |  |  |  |  |
|                        | Vox                                                     | 52 738  | 12,73 | 5,48  | 4      | 2             |  |  |  |  |  |  |  |  |
|                        | Unides Podem (Unides)                                   | 9 694   | 2,34  | 1,83  | 0      | en stagnation |  |  |  |  |  |  |  |  |
|                        | Ciudadanos (Cs)                                         | 9 573   | 2,31  | 15,30 | 0      | 6             |  |  |  |  |  |  |  |  |
|                        | Parti animaliste contre la maltraitance animale (PACMA) | 3 669   | 0,88  | 0,05  | 0      | en stagnation |  |  |  |  |  |  |  |  |
|                        | Valence unie (VLC)                                      | 1 756   | 0,42  | Nv.   | 0      | en stagnation |  |  |  |  |  |  |  |  |
|                        | Sièges en blanc (EB)                                    | 867     | 0,21  | 0,18  | 0      | en stagnation |  |  |  |  |  |  |  |  |
|                        | Pour un monde + juste (PUM+J)                           | 538     | 0,13  | 0,08  | 0      | en stagnation |  |  |  |  |  |  |  |  |
|                        | Valence décide (Decidix)                                | 499     | 0,12  | Nv.   | 0      | en stagnation |  |  |  |  |  |  |  |  |
|                        | Parti communiste des peuples d'Espagne (PCPE)           | 487     | 0,12  | 0,05  | 0      | en stagnation |  |  |  |  |  |  |  |  |
|                        | Gauche républicaine du Pays valencien (ERPV)            | 363     | 0,09  | 0,02  | 0      | en stagnation |  |  |  |  |  |  |  |  |
|                        | Agir avec vous-Parti pour la société (ACPS)             | 332     | 0,08  | 0,04  | 0      | en stagnation |  |  |  |  |  |  |  |  |
|                        | Phalange espagnole (FE-JONS)                            | 167     | 0,04  | 0,01  | 0      | en stagnation |  |  |  |  |  |  |  |  |
|                        | Vote blanc                                              | 3 915   | 0,94  | 0,55  |        |               |  |  |  |  |  |  |  |  |
|                        |                                                         |         |       |       |        |               |  |  |  |  |  |  |  |  |
| Suffrages exprimés     | Suffrages exprimés                                      | 414 372 | 99,25 |       |        |               |  |  |  |  |  |  |  |  |
| Votes nuls             | Votes nuls                                              | 3 140   | 0,75  |       |        |               |  |  |  |  |  |  |  |  |
| Total                  | Total                                                   | 417 512 | 100   | -     | 33     | en stagnation |  |  |  |  |  |  |  |  |
| Abstention             | Abstention                                              | 161 693 | 27,92 |       |        |               |  |  |  |  |  |  |  |  |
| Inscrits/Participation | Inscrits/Participation                                  | 579 205 | 72,08 |       |        |               |  |  |  |  |  |  |  |  |